# 21062 Iasky
21062 Iasky (1991 JW1) là một tiểu hành tinh vành đai chính được phát hiện ngày 13 tháng 5 năm 1991 bởi C. S. Shoemaker và E. M. Shoemaker ở Palomar.